# Дон Ньюкомб
До́нальд Нью́комб (англ. Donald Newcombe; 14 червня 1926, Медісон, Нью-Джерсі, США — 19 лютого 2019) — американський бейсболіст, який виступав на позиції стартового пітчера в Негритянській, Японській і Головній бейсбольних лігах. Ньюкомб — один з найкращих перших темношкірих пітчерів в історії Головної бейсбольної ліги. Також Ньюкомб був одним з найкращих відбиваючих пітчерів, і одним із небагатьох гравців цієї позиції, котрого використовували як замінного хітера.